# Brunoniella linearifolia
Brunoniella linearifolia là một loài thực vật có hoa trong họ Ô rô. Loài này được R.M.Barker mô tả khoa học đầu tiên năm 1986.